# アパラチー

アパラチー国の国旗

アパラチー（英: Apalachee）は、現在のアメリカ合衆国フロリダ州アパラチー郡に住んでいたインディアン部族。

## 文化
西暦1100年頃、アパラチー族はミシシッピ文化の影響を受けたフロリダの文化であるフォート・ウォルトン文化の一部であった現在のアパラチー郡で、農耕文化を築いていた。スペインの探検家エルナンド・デ・ソトが1539年から1540年にこの地域を訪れたとき、アパラチーの首都はアンハイカ（現在のフロリダ州タラハシー）にあった。アパラチー族は様々な大きさの町に住むか、0.5エーカー (2,000 m2)かそこらの広さの個人的な農園に住んでいた。小さな集落には単一のマウンド（塚、上に住居や墳墓などを建設するために積み上げた人工の丘）と幾つかの住居があったと思われる。大きな町（50戸から100戸）では幾つかのマウンドがあった。集落や町はしばしば湖の側にあった。最大のアパラチー地域社会は、現在のタラハシーの北側にあるジャクソン湖にあった。この地域社会には数個のマウンドがあり、その内の幾つかは現在もジャクソン湖マウンド考古学州立公園の中に保存されており、また200戸以上の住居があった。
アパラチー族はトウモロコシ、豆類、スカッシュ、カボチャおよびヒマワリを育てた。野生のイチゴ、グリーンブライア（イバラ）の根や芽、アカザのような野菜、小麦粉を作るときに使われる1種類以上の識別されていない水生植物の根、ヒッコリーの実、ドングリ、ノコギリヤシの実およびカキの実を採集した。川や湖では魚やカメを捕まえ、メキシコ湾岸ではカキや魚を獲った。陸地では鹿、クロ熊、ウサギおよびカモを狩った。
アパラチー族はメキシコ湾岸から五大湖まで、また西は現在のオクラホマ州まで拡がった交易網の一部に入っていた。この交易を通じて銅器、雲母の板、緑色岩および方鉛鉱を手に入れた。アパラチー族はおそらくこれら輸入品の代価に、貝、真珠、鮫の歯、保存用の魚やウミガメの肉、塩およびヤウポンの葉や枝（儀式用のブラックドリンクを作るために使われた）を渡した。
アパラチー族は石、骨および貝から道具を作った。土器を作り、布を織り、鹿革を加工した。椰子の葉あるいは糸杉やポプラの樹皮で覆った家を建てた。地中に敷物を敷いて食料を保存し、棚に置いた食料に火をあてて燻製や干物を作った。エルナンド・デ・ソトが1539年にアパラチー族のアンハイコの町を占領したとき、デ・ソトの配下600名と200頭の馬を5ヶ月間養うに足る食料が貯蔵されていることを見出した。
)
アパラチー族は鹿皮の腰巻を付けていた。女性はスパニッシュ・モスあるいは他の植物繊維のスカートをはいていた。男性は戦争準備の時に赤い顔料を身体に塗り、髪には羽を挿した。男性はタバコを喫った。
アパラチー族は殺した敵の頭皮を剥ぎ、それを自分達の能力の印として曝した。頭皮を取ることは戦士階級に入ったことを示す手段であり、鳥のくちばしと動物の毛皮で作った頭飾りを使ってスカルプ（頭皮）ダンスを踊り祝った。殺された戦士の集落あるいは一族はその死に対して報復することが期待された。
アパラチー族は17世紀にスペイン人によって詳細が伝えられるボールゲームをしていた。2つのチームに分かれ、乾燥した泥の回りを鹿皮で包んで作った小さなボールを蹴ったり打ったりして、ゴールポストに当てようとするものだった。ゴールは一つしか無く、鷲の巣が頂点にあった。ボールをポストに当てれば1点、巣の中に入れれば2点だった。11点取ればそのチームの勝ちだった。観衆はそのゲームに大いに賭けて楽しんだ。
1チームは50人までが競技できた。優秀な競技者は高く褒めそやされ、集落は家を与え、その畑には植物を植え、さらにそのような競技者をチームに留めておくためにその悪事も見過ごした。ゲームにはほとんどルールが無く、きわめて暴力的なものになった。ゲームの中で重傷を負ったり、時には死者すら出た。

## 歴史
アパラチー湾奥のオーシラ川とオクロッコニー川の間に住み、16世紀に初めてスペインの探検家達と遭遇した。アパラチー族は、スペインの植民地時代に文書に記録されたが現在ではほぼ絶滅したマスコギ語を話した。18世紀に部族としては大半が崩壊し分散した。

### スペイン人との遭遇
16世紀の前半にスペインの遠征隊がアパラチー族に出会った。パンフィロ・デ・ナルバエスの遠征隊は1528年にアパラチー族の領土内に入った。スペイン人はアパラチー族に対して残虐な行為を行ったので反抗に会い、アパラチー湾岸に戻って5隻の船を造り、メキシコへの脱出を試みた。
1539年、エルナンド・デ・ソトが人と馬の大探検隊でフロリダ半島の西海岸に上陸し金を探った。デ・ソトが出会った者達が金は「アパラチー」で見付けられると告げた。このことは金脈としてジョージア北部の山脈を言ったのか、あるいはアパラチー族が交易で手に入れた銅器のことを言っていたのか明らかでない。いずれにしてもデ・ソトとその部隊を遠くへ追い遣る結果になった。
ナルヴァエス遠征隊の時の経験や、デ・ソトの遠征隊が遭遇した種族との間に交わした戦闘の様子を聞き知った故に、アパラチー族はスペイン人を怖れ憎んだ。デ・ソト遠征隊はアパラチー族の領土内に入り、スペイン兵は「道の両側で出会ったインディアン全てを槍で突いた」と言われている。デ・ソトとその部下はアパラチー族のアンハイカの町を占領し、1539年から1540年に掛けての冬をそこで過ごした。
アパラチー族は小さな襲撃や待ち伏せで反攻を始めた。その矢は2層の鎖帷子を突き通せた。スペイン人が馬に乗っていないアパラチー族に対して大きな利点となる馬を狙うことを直ぐに覚えた。アパラチー族は「2人のキリスト教徒を殺すよりもこれらの動物1頭を殺すことに喜びを見出していた」と書かれている。1540年の春、デ・ソトとその部下はアパラチー族の領土を離れ、現在の北のジョージア州となっている地域に向かった。

### スペイン人の伝道
1600年頃、スペインのフランシスコ会修道士がアパラチー族の中に入って伝道所を造り成功したが、1704年（アン女王戦争の時）、北方のカロライナ植民地から大半がクリーク族とヤマシー族インディアンからなる部族連合が白人に追いやられ、南のフロリダにやってきて、アパラチー族とその中に住んでいたスペイン人宣教師団を攻撃した。この事件はアパラチー虐殺として知られることになった。アパラチー族は殺された者もおり、また捕らえられて奴隷に売られた者もいたが、暫くの間その部族的同一性を保った。クリーク族やヤマシー族インディアンに奴隷に取られてイギリスのインディアン奴隷貿易で売られた者もいたが、西方に逃げてフランスが支配するモービルに住むという提案を受け入れた者もいた。1763年、これらアパラチー族の大半がルイジアナ州のラピデス郡に再度移住した。その子孫達は現在でも、ギルマー・ベネット酋長の指導下でラピデス郡に住んでいる。

## 現在の部族
現在、ルイジアナ州で共同体を維持し、少数が生存している。アパラチア山脈はアパラチー族の名前から名付けられたものである。アメリカ連邦政府の公式な承認を受けておらず、「絶滅部族」扱いとなっており、
保留地（Reservation）を没収されたままである。現在、部族の再認定を要求中であるが、1996年の申請以来、10余年にわたって保留状態に置かれている。

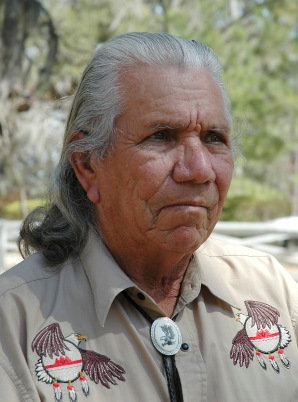
アパラチー族の酋長ギルマー・ベネット。2006年

今日、部族会議がルイジアナ州リビューズにあり、約300名の会員にサービスを提供している。部族のことはウォールストリート・ジャーナルなど報道機関でも紹介されてきた。全米ネットの公共放送サービスが2006年に「歴史の探偵」という番組で部族のことを特集で流した。タラハシーにある「生きている歴史」博物館、ミッション・サンルイスは、アパラチー族に対して作ったスペイン人伝道所の一つを再現し、2006年の「アメリカを保存」大統領賞を受賞した。